# 陳健民 (立法委員)
陳健民（1942年10月5日—），浙江嵊縣（今嵊州市）人，為中華民國的政治人物之一。曾經代表中國國民黨任職於立法委員。現為輔仁大學法律學系兼任教授。

## 經歷
- 台灣高等法院法官
- 台北地方法院庭長
- 金門地方法院院長
- 花蓮地方法院院長
- 嘉義地方法院院長
- 臺南地方法院院長
- 法務部主任秘書
- 第二屆立法委員
- 第三屆立法委員
- 第五屆立法委員
- 行政院政務委員

## 外部連結
陳健民自傳